# Swier
Swier (Limburgs: Zjwier) is een gehucht in de Nederlandse provincie Limburg. Het is een deel van de gemeente Beekdaelen. Voor 2019 was Swier een onderdeel van de toenmalige gemeente Nuth en voor 1982 van de toenmalige gemeente Wijnandsrade. Op een kaart uit 1558 wordt de nederzetting aangeduid als Schwyer.
Het dorp ligt in de overgang tussen het Geleenbeekdal/Bekken van Heerlen naar het Centraal Plateau op een heuvelrug, die parallel loopt met de Bissebeek. Er bevinden zich grote boerderijen zoals de Brommelderhof, de Swierderhof, de oude Bongart en de nieuwe Bongart. De historie van deze boerderijen gaat terug tot in de Middeleeuwen.

## Historie
In archieven staat het plaatsje in 1316 geschreven als Scarwirre, in de betekenis van ploeg of bouwland. Op een kaart uit het jaar 1558 staat Schwyer, wat in de uitspraak hetzelfde klinkt als Zjwier (plaatselijk dialect).
In de beemden van de Bissebeek en de Hulsbergerbeek heeft men overblijfselen van een Romeinse villa opgegraven. Een andere villa zou in het Weustenraderveld hebben gestaan.

## Het gehucht
Midden in het gehucht staat aan een driesprong het Swierder wegkruisje. Hier was vroeger het centrum en verzamelpunt. Op deze plaats stond ook de dorpspomp (nu staat er een reconstructie op initiatief van de heemkundevereniging). In het veld staan op veel splitsingen wegkruisen. Aan een van die kruisingen staat sedert 2000 een bakstenen kapel gewijd aan de heilige Isidorus: de Sint-Isidoruskapel. Swier valt onder de parochie Wijnandsrade. Om die reden is er op een gegeven moment een rechtstreekse weg aangelegd: de Swierderkerkweg.

## Dorpsverenigingen
- Carnavalsvereniging de Veldkretsersj
- Heemkundevereniging Vrienden van Wijnandsrade